# 杨启良
杨启良（1962年12月15日—），浙江黄岩人，前中国人民解放军陆军军人，台州经济开发区消费者协会工作人员，现已退休。杨启良在中国人民解放军服役期间参与了两山战役，曾独自一人坚守阵地四小时。

## 生平
1962年12月15日，杨启良出生于浙江省黄岩县宁溪乡下桧村。
1981年11月，加入中国人民解放军，被编入陆军步兵第二团三连任战士，后升任班长。
1984年12月，杨启良跟随陆军第一师部队前往老山前线参与南京军区对越轮战。
1985年3月8日，杨启良随着突击队，在凌晨的2点30分左右，进入了预定作战区域，随即静悄悄的朝着目标无名高地摸去。3月9日晚，越军相继两次各以一个连的兵力向166高地及北侧无名高地轮番进攻，都被三连击退。22时45分，越军进攻重点转向166高地西侧的无名高地。杨启良作为班长率战士黄超、吴天平、孔祥宝守在无名高地的1号哨位上。
入夜以来，杨启良和战友们一起打退了越军3次进攻，其他三名战友先后负伤，哨位上只剩下杨启良一个人，他一边打一边用步话机向连队党支部立下“人在、阵地在”的誓言。越军不断进攻，杨启良一边用步话机喊话：“为了胜利，向我开炮！向我开炮！”试图以与越军同归于尽的方式，换哨位的安全。最终，杨启良一人独自坚守阵地4个小时，打退了越军从班到排4次进攻，毙伤越军18名。杨启良被送到后方医院时，左腿几乎都被鲜血染红，但未伤骨头，并无大碍，取出弹片后进行包扎治疗后2天即出院。
1985年7月10日，南京军区授予杨启良一等功，杨启良随后通过提干成为军官。1992年被授予上尉军衔，1996年转业至台州市工商局工作。
2010年3月，杨启良成为台州经济开发区消费者协会主席，2015年从主席位置卸任，成为消协普通干部工作。2022年退休。